# Tabanus distinctus
Tabanus distinctus är en tvåvingeart som beskrevs av Ricardo 1908. Tabanus distinctus ingår i släktet Tabanus och familjen bromsar. Inga underarter finns listade i Catalogue of Life.